# Cloverbrook
Cloverbrook, född 1874 i Maryland, död okänt år, var ett amerikanskfött engelsk fullblod, mest känd för att ha vunnit 1877 års upplagor av Preakness Stakes och Belmont Stakes, löp som skulle komma att bli det andra och tredje löpet i den amerikanska Triple Crown-serien.
Cloverbrook var den första hästen uppfödd i Maryland, som segrade i Preakness Stakes. Han föddes upp och ägdes av Edwin Augustus Clabaugh från Carroll County, Maryland och tränades av Jeter Walden, en bror till Hall of Fame-tränaren R. Wyndham Walden.